# Drosophila pseudorepleta
Drosophila pseudorepleta är en tvåvingeart som beskrevs av Vilela och Bachli 1990. Drosophila pseudorepleta ingår i släktet Drosophila och familjen daggflugor.
Artens utbredningsområde är Paraguay.